# エルキエ
エルキエ（イタリア語: Erchie）は、イタリア共和国プッリャ州ブリンディジ県にある、人口約8,600人の基礎自治体（コムーネ）。

## 地理

### 位置・広がり

#### 隣接コムーネ
隣接するコムーネは以下の通り。括弧内のTAはターラント県所属を示す。
- アヴェトラーナ (TA)
- マンドゥーリア (TA)
- オーリア
- サン・パンクラーツィオ・サレンティーノ
- トッレ・サンタ・スザンナ